# Apuí
Apuí là một đô thị thuộc bang Amazonas, Brasil. Đô thị này có diện tích 54239,9 km², dân số năm 2007 là 17116 người, mật độ 0,32 người/km².